# Stanwood (Washington)
Stanwood je grad u američkoj saveznoj državi Washington. Prema popisu stanovništva iz 2010. u njemu je živjelo 6.231 stanovnika.